# 星花蒜
星花蒜（学名：Allium decipiens）是葱科葱属的植物。分布在西伯利亚、中亚地区以及中国大陆的新疆自治区等地，生长于海拔1,000米至2,450米的地区，多生长于山地阴坡，目前已由人工引种栽培。